# 北海道中央バス滝川営業所
北海道中央バス滝川営業所（ほっかいどうちゅうおうバスたきかわえいぎょうしょ）は、北海道中央バス（中央バス）が北海道滝川市に設置する、バス事業部（旧・札幌事業部空知統轄事務所、空知事業部）に属する営業所である。最寄停留所は「滝川営業所」または「開発局前」。全路線の運行を空知中央バスに委託しており、空知中央バス滝川営業所を併設する。定期券の購入には予約が必要である。

## 概要
滝川市を拠点に市内線や美唄市・歌志内市・芦別市への一般路線を運行する。近年は輸送実績に合わせて減便傾向にあり、滝岩線（滝川 - 岩見沢）の系統分割や歌志内線・滝芦線の大幅減便も実施された。札幌への都市間バス高速たきかわ号を運行しており、営業所構内に利用者専用のパークアンドライド駐車場を設けている。

## 沿革
- 1943年（昭和18年）3月 - 同社発足に併せて滝川駅前に開設。
- 1967年（昭和42年）10月 - 市内花月町に移転。
- 1986年（昭和61年）11月 - 営業所を現在地に新築移転。旧営業所は車庫として主に空知中央バス籍の貸切車が使用。事務所建物は中央ビルメンテナンス空知支店として使用。
- 1996年（平成8年）4月 - 営業所敷地内に高速たきかわ号バス停と無料駐車場を設置。パーク&ライド開始。
- 2001年（平成13年）4月1日 - 空知中央バスへの管理委託開始。
- 2002年（平成14年）4月1日 - 担当全路線が空知中央バスに管理委託される。
- 2003年（平成15年）3月1日 - ジェイ・アール北海道バスの石狩線廃止に伴い、一部路線を譲り受ける。
- 2009年（平成21年）10月9日 - 新十津川町でのコミュニティバス実証運行に伴い、新十津川町内の一部便を運休（11月30日まで）。
- 2013年（平成25年）6月21日 - 空知事業部を廃止し、札幌事業部が管轄する「空知統轄事務所」に改組。

## 路線
SAPICA等のICカード乗車券は、滝川管内は都市間高速バスのみ使用可能（札幌運転免許試験場線を除く）。一般路線では使用できない。

### 都市間高速バス
2024年4月1日現在

#### 高速るもい号
- 留萌ターミナル - 深川経由/滝川・砂川経由 - 札幌駅前

前身は特急札留線。留萌ターミナルより深川、滝川、岩見沢、江別を通り約3時間50分で結んでいた。一時は北都観光（銀嶺バスの関連会社）の運行する会員制貸切バス（いわゆるツアーバス）と競合していた。
路線沿革
- 1983年11月10日 - 空知管内の特急バスを再編。
  - 札幌 - 岩見沢間高速道路経由便をA特急とし、滝川ターミナル、芦別ターミナル[注 1]、留萌ターミナル発着のA特急を8往復新設。
- 1984年5月1日 - 北都観光（銀嶺バスの関連会社）がツアーバス形式で特急るもい号を4往復運行開始。
  - 所要時間約3時間のノンストップ運行で札幌と留萌を結んだ。しかし、乗合認可を受けている北海道中央バスの路線を圧迫するとして北海道運輸局や運輸省（現・国土交通省）を巻き込んだ騒動に発展した。
- 1984年5月23日 - 高速るもい号3往復新設。
  - 札幌駅前ターミナルと留萌ターミナル（現・幸町）間を運行。
  - 途中停留所は野幌と滝川ターミナル、留萌市内の留萌駅前十字街・開運町・錦町・本町十字街・留萌ターミナル。
  - 高速るもい号新設に伴い特急札留線は2往復減便。
- 1984年7月1日 - 1往復増回。高速4往復・特急2往復の6便体制となる。
- 1984年9月17日 - 3往復増回。高速7往復・特急1往復の8便体制となる。
- 1984年12月1日 - 特急札留線1往復をるもい号に編入の上廃止。深川ターミナル経由便を新設。
- 1985年4月10日 - 幌糠を新設。深川ターミナル発着の高速ふかがわ号を1往復新設。
- 1985年6月16日 - 北都観光の特急るもい号が全便廃止。
- 1985年12月1日 - 深川経由便の滝川 - 深川間乗降を廃止。
- 1986年12月1日 - ふかがわ号に江部乙中央通を新設。
- 1987年9月19日 - るもい号・ふかがわ号の経路を美唄IC経由に変更。東山を新設。
- 1988年10月9日 - るもい号・ふかがわ号の経路を滝川IC経由に変更。ふかがわ号を1往復増回。高速茶志内・砂川吉野・砂川石山を新設。
- 1989年4月1日 - 深川経由便に秩父別役場、るもい号全便に碧水を新設。
- 1989年9月13日 - るもい号深川経由便とふかがわ号を深川IC経由に変更。江部乙中央通を廃止、高速江部乙を新設。
- 1989年12月1日 - 深川経由便に曙団地入口を新設、深川経由便とふかがわ号に音江分岐点を新設。
- 1990年4月1日 - ふかがわ号をるもい号深川経由便に編入し、全便廃止。滝川経由便5往復・深川経由便7往復となる。
- 1990年10月31日 - 札幌行の札幌ターミナルを時計台前に改称。
- 1992年4月1日 - 滝川経由便に滝川市役所を新設。
- 1992年12月1日 - 深川経由便の音江分岐点を廃止、道立青年の家（2014年12月1日より「ネイパル深川」に名称変更[2]）を新設。
- 1994年12月1日 - 五十嵐町と東橋を新設。
- 1995年4月1日 - 文化センター入口を新設。
- 1995年4月20日 - 菊水元町7条を新設。
- 1996年4月1日 - 留萌ターミナルを移転。
  - 幸町・留萌駅前十字街・五十嵐町を廃止、合同庁舎前を新設。
  - 高速江部乙 - 野幌間の乗降制限を解除。
- 1999年4月1日 - 全席禁煙化。
- 2002年4月1日 - 滝川経由便に雨竜と北竜役場前を新設。
- 2003年4月1日 - 滝川経由便に雨竜市街と追分市街を新設、雨竜を廃止。
- 2005年7月1日 - 深川経由便に音江中学校（2014年12月1日より「深川営業所」に名称変更[2]）を新設。パークアンドライド開始。
- 2006年4月1日 - サッポロファクトリー前を新設。
- 2006年7月15日 - この年より、北竜ひまわりまつり開催期間中のみ北竜中学校に臨時停車。
- 2006年12月1日 - 滝川経由便の路線を大幅に変更。
  - 滝川市内の経路を官庁通り経由に変更。土木現業所前、東町8丁目、東町5丁目、イーストタウン、緑町2丁目、市立病院前を新設。文化センター入口と滝川市役所を廃止。
- 2007年4月1日 - 留萌ターミナルでパーク&ライド開始。
- 2007年8月1日 - 深川ターミナル廃止により深川市立病院前と深川十字街を新設。
- 2013年7月1日 - 深川経由便を中心にダイヤ改正[3]。
  - 深川経由便のうち1往復を、深川ジャンクションから深川留萌自動車道（深川西IC - 留萌大和田IC間）を経由する「直行便」に振替。
  - 深川経由便の経路を深川留萌自動車道経由（秩父別IC - 留萌大和田IC間）に変更。これに伴い「幌糠」「碧水」は滝川経由便のみ停車となるほか、秩父別町内の停留所を「秩父別役場」から「秩父別IC入口（東栄工業団地から名称変更）」へ変更。これにより直行便1往復・滝川経由便5往復・深川経由便5往復となる。
- 2018年4月1日 - 滝川ターミナル廃止により滝川駅前を新設。
- 2024年4月1日 - 直行便を廃止。滝川経由便を奈井江砂川IC経由に変更し、砂川市内にも停車するほか、滝川市内の経路も官庁通り経由に変更。開発局前が非停車になる。

#### 高速たきかわ号
滝川営業所・滝川駅前 - 砂川経由 - 札幌駅前
路線沿革
（特に明記のない場合は高速たきかわ号を指す）
- 1983年11月10日 - 空知管内の特急バスを再編。
  - 札幌 - 岩見沢間高速道路経由便をA特急とし、滝川ターミナル、芦別ターミナル[注 1]、留萌ターミナル発着のA特急を8往復新設（特急札滝線、特急札芦線も参照）。
- 1984年12月1日 - 高速たきかわ号を新設。
  - 札幌駅前ターミナルと滝川ターミナル間を運行。
  - 途中停留所は野幌・美唄ターミナル・奈井江駅通・砂川ターミナルのみ。
  - 美唄ターミナル・奈井江駅通・砂川ターミナルは札幌行が乗車のみ、滝川行が降車のみの取り扱い。
- 1985年4月10日 - 1往復を深川ターミナルまで延長し、高速ふかがわ号として運行。
- 1986年6月10日 - 1往復を2階建てバスで運行。
- 1987年9月19日 - たきかわ号・ふかがわ号を全便美唄IC経由に変更。
- 1988年7月31日 - 大幅増回。奈井江・砂川経由便7往復、直行便18往復で運行。
- 1988年10月9日 - たきかわ号を24往復・ふかがわ号2往復に増回。全便滝川IC経由に変更。札幌 - 砂川間に高速すながわ号を新設。
- 1988年12月1日 - すながわ号を全便廃止し、たきかわ号に編入。奈井江・砂川経由便と砂川経由便を新設。
- 1989年4月10日 - 直行便に滝川市役所を新設。
- 1989年9月13日 - ふかがわ号を全便深川IC経由に変更。滝川ターミナルは通過。
- 1990年4月10日 - ふかがわ号を高速るもい号に編入し、全便廃止。
- 1992年7月25日 - 直行便のうち2往復を夏休み期間限定で砂川ハイウェイオアシス内の子供の国へ乗り入れ（2001年まで）。
- 1992年12月1日 - 「奈井江駅通」を「奈井江」に改称。
- 1993年12月1日 - 土日祝ダイヤを新設。
- 1994年12月1日 - 直行便に「文化センター入口」を新設。
- 1995年4月1日 - 奈井江経由便を廃止。
- 1995年4月20日 - 「菊水元町7条」を新設。
- 1996年4月1日 - 札幌行5便・滝川行全便を滝川営業所発着に変更。パーク&ライド開始。
- 1999年4月1日 - 全席禁煙化。
- 2003年4月1日 - 直行便・砂川経由便共全便滝川営業所発着に変更。砂川経由便の滝川 - 砂川間乗降制限を撤廃。
- 2005年7月31日 - 砂川経由便に空知工場前を新設。パーク&ライド開始。
- 2006年4月1日 - サッポロファクトリーを新設。
- 2006年12月1日 - 路線を大幅に変更。
  - 滝川ターミナル-滝川営業所間に「森のかがく活動センター」[注 2]を新設。
  - 直行便の滝川市内の経路を官庁通りに変更。土木現業所前、東町8丁目、東町5丁目、イーストタウン、緑町2丁目、市立病院前を新設。文化センター入口、滝川市役所を廃止。
  - 砂川経由便に開発局前を新設。空知工場前の乗降制限を撤廃。
- 2007年4月1日 - 運賃改訂に伴い20枚綴り回数券を新設。滝川駅前操車場でパークアンドライド開始。
- 2009年4月1日 - 砂川経由便の砂川ターミナル廃止に伴い、停留所名称を「砂川市立病院」に変更。
- 2018年4月1日 - 滝川ターミナル廃止に伴い、停留所名称を「滝川駅前」に変更。
- 2024年4月1日 - 直行便を廃止。全便を砂川経由便とするほか、滝川市内の経路も官庁通り経由に変更。流通団地3丁目、東町8丁目を廃止。東町5丁目は非停車となる。

#### 高速ふらの号
- 富良野駅前・芦別駅前・赤平駅前 - 札幌駅前

#### 札幌運転免許試験場線
- 滝川駅前・岩見沢ターミナル - （岩見沢IC） - 札幌運転免許試験場
  - 予約制、冬季の水曜日のみ運行。
  - 2002年の路線バス化以前も、貸切バスとして運行されていた。
  - 2002年4月1日 - 芦別ターミナル[注 1] - 札幌運転免許試験場間に1往復新設。通年で運行するが水曜日限定運行（実際の運行開始は4月3日）。
  - 2006年10月10日 - 美唄ターミナル廃止に伴い、美唄駅前を新設。
  - 2008年4月1日 - 起点を芦別ターミナルから滝川ターミナルに短縮。芦別ターミナル・赤平ターミナルへの乗り入れを廃止。
  - 2018年4月1日 - 滝川ターミナル廃止に伴い、停留所名称を「滝川駅前」に変更。
  - 2020年4月8日 - 同日の運行をもって通年運行を休止[4]。
  - 2021年 - この年より2月第1水曜日（この年は2月3日） - 4月第2水曜日（この年は4月14日）まで毎週水曜日運行[5]。

### 一般路線
路線や車両などの設備は北海道中央バスが保有し、運行や管理を空知中央バスに委託している。
以下は2025年（令和7年）4月1日現在。

#### 滝川市内・新十津川方面

##### 滝新線
（滝川駅前・東1号経由）滝の川団地 - 滝の川運動公園 - 緑町団地 - 滝川高校 - 滝川市立病院前 - 滝川駅前 - 啓南団地 - 青葉団地 - 新十津川役場
（イーストタウン経由）滝の川団地 - 滝の川運動公園 - 緑町団地 - 滝川高校 - イーストタウン - 滝川市立病院前 - 滝川駅前 - 啓南団地 - 青葉団地 - 新十津川役場
（平日朝一本のみ）新十津川役場→橋本町→滝川駅
- 原型となる路線は「滝川市内6丁目線（滝川駅前 - 東町団地 - 国学院短大 - 6丁目）」と「滝の川団地線（滝川駅前 - 東町団地 - 朝日町東1丁目 - 滝の川団地）」。
  - 1994年8月20日 - 滝川市内6丁目線を啓南団地まで延長。
  - 1996年4月1日 - 滝川市内6丁目線と滝の川団地線を統合、「滝の川団地線」に一本化。
  - 2002年5月1日 - 滝新バイパス開通に伴い滝の川団地線の一部を新十津川役場まで延伸し、現在の路線名となる。
  - 2005年12月1日 - 啓南団地発着系統を廃止し、全便が新十津川役場発着となる。
  - 2022年4月1日 - ふるさと公園線の廃止に伴い、朝の新十津川発1便のみ橋本町経由を新設[6]

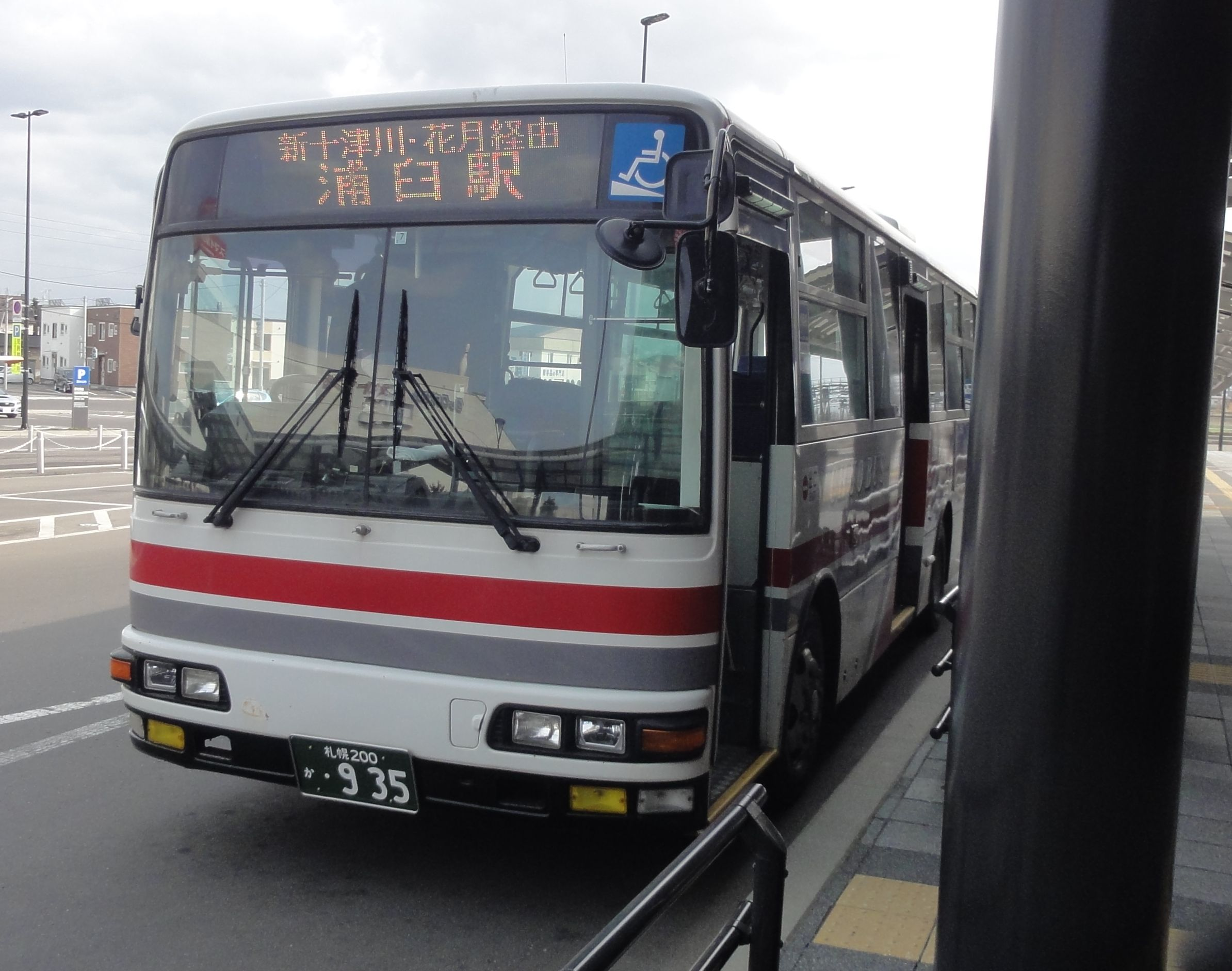
滝川を出発を待つ浦臼行

  - 2023年12月1日 - イーストタウン経由の系統を新設し、既存系統と合わせて2系統体制となる[7][8]

#### 砂川・美唄・上砂川・歌志内方面

##### 滝川奈井江線
滝川駅前 - 空知工場前 - 砂川市立病院 - 奈井江駅前 - 奈井江高校
- 岩見沢営業所と共同管轄。
- 滝川奈井江線は奈井江高校発の1便のみ、文化センター・滝川市役所を経由する。
- かつての路線名は滝岩線。1998年12月1日の改正までは岩見沢 - 美唄 - 滝川を直通していた。

##### 歌志内線
滝川駅前 - 空知工場前 - 砂川市立病院 - 砂川高校 - 鶉本町 - 中央1丁目 - 歌志内中学校 - 文珠 - 神威市街 - 歌志内市街 - 上歌新栄町 - 赤歌警察署 - 赤平駅前 - 赤平昭和 - 宮下町
- JR北海道・函館本線（上砂川支線）廃止代替を兼ねる。
- 滝川駅前 - 赤平昭和間の運行を基本とし、平日のみ宮下町へも乗り入れる。滝川駅前 - 砂川市立病院間の区間便も設定される。

#### 赤平・芦別方面

##### 滝芦線
滝川駅前 - 滝川市役所 - 東滝川 - 文京町 - 赤平駅前 - 茂尻 - 平岸 - 渓水町 - 芦別駅前
- 2019年（令和元年）12月1日 - 「芦別」停留所を廃止、芦別駅前への乗り入れを開始[9]。

## 主な廃止路線
芦別営業所統合前に廃止された芦別営業所担当の廃止路線は北海道中央バス芦別営業所#主な廃止路線を参照。

### 特急札滝線
- 札幌駅前ターミナル - （札幌IC - 岩見沢IC） - 岩見沢ターミナル - 滝川ターミナル
  - 札幌 - 滝川間を直結する高速たきかわ号と異なり、札幌 - 岩見沢間を高速道路経由で運転し、岩見沢以北は国道経由で運行した。岩見沢・滝川両ターミナルを軸に空知地方の各地と札幌を結び、最盛期には15分間隔で運行した。1983年の道央自動車道札幌IC - 岩見沢ICの供用開始に伴い高速道路経由に経路を変更した。特急札岩線（札幌 - 岩見沢）を高速いわみざわ号とし、滝川・芦別・留萌発着の各路線も高速たきかわ号・高速ふらの号・高速るもい号へ振り替えられた。特急札滝線と特急札芦線は高速いわみざわ号と停車停留所を共通とした。
  - 2006年12月1日のダイヤ改正をもって廃止。全便高速いわみざわ号に振り替えられた。運行形態は特急札芦線と同じ。また特急札芦線と同様、それ以前には江別西IC経由便が存在したほか、道央自動車道の札幌IC - 岩見沢IC開通後しばらく全線一般道経由便も残存していた[10]。

### 高速しんとつかわ号
- 新十津川役場・滝川営業所・滝川駅前 - 札幌駅前ターミナル

路線沿革
- 1989年7月1日 - 高速しんとつかわ号新設。
  - 1往復。札幌 - 滝川間は高速たきかわ号直行便と同一経路。橋本町、新十津川役場、吉野町に停車。
- 1991年4月1日 - 新十津川の起終点を新十津川保養センター（グリーンパークしんとつかわ）に変更。
- 1994年12月1日 - 文化センター入口を新設。
- 1995年4月20日 - 菊水元町7条を新設。
- 1999年4月1日 - 全席禁煙化。
- 2005年4月1日 - 上り便の新十津川 - 滝川間の乗降制限を撤廃。
- 2005年12月1日 - 新十津川の起・終点を新十津川役場に変更。新十津川保養センターを廃止。
- 2006年4月1日 - サッポロファクトリーを新設。
- 2006年12月1日 - 滝川市内の経路を大幅に変更。
  - 土木現業所前、東町8丁目、東町5丁目、イーストタウン、緑町2丁目、市立病院前を新設。文化センター入口と滝川市役所を廃止。
- 2014年4月1日 - 新十津川 - 滝川間の経路を橋本町経由から滝新橋経由に変更。[11]
  - 青葉、蔵前通、滝川営業所を新設。橋本町を廃止。新十津川役場は発着場所をAコープ新十津川店近辺から滝新線と同様の新十津川町役場敷地内に変更。
- 2022年4月1日 - 廃止、高速たきかわ号に統合[12]。

### 一般路線
砂川市内線・砂川市民スキー場線
砂川市内線（緑町経由）：砂川ターミナル - 十字街 - 緑町 - スキー場入口 - 東圧正門 - 北電生協
砂川市内線（南7丁目経由）：砂川ターミナル - 十字街 - 宮川町 - 東圧正門 - 北電社宅
砂川市民スキー場線：砂川ターミナル - 宮川町 - 砂川市民スキー場
- 砂川市の中心市街地と、北海道電力砂川発電所の社宅や関連施設を結んでいた。
- 緑町経由は運行本数が少なく、末期は早朝1往復のみ運行していた。
- 緑町経由は1992年4月1日、南7丁目経由・砂川市民スキー場線は1998年12月1日のダイヤ改正でそれぞれ廃止。

向ヶ丘線
砂川ターミナル - 奈井江駅前 - 向ヶ丘 - ないえ温泉
- 2006年4月1日 - 廃止。奈井江町営バスへ移管された。

富平線
滝川ターミナル - 滝川公園 - 富平農協 - 赤平昭和 - 赤平ターミナル
- 滝芦線や歌志内線とは異なり、空知川の左岸に沿って運行していた。
- 2006年4月1日 - 廃止。

浦臼奈井江線
浦臼駅 - 袋地 - 奈井江駅前
- 2003年3月1日 - ジェイ・アール北海道バス（石狩線）の撤退に伴い、中央バスと浦臼町営バスに移管された。
- 2007年4月1日 - 廃止。以後は全便浦臼町営バスの運行となった。（その後、2022年10月1日に浦臼町営バスから美自校観光バスへ移管された。）
- 中央バス・浦臼町営バスの両者で運賃が異なっており、乗車券も共通利用できなかった。

滝深線・江部乙線
以下は移管直前の内容。
滝深線（雨竜経由）：滝川ターミナル - 江部乙中央通 - 雨竜 - 妹背牛 - 深川ターミナル
滝深線（音江経由）：滝川ターミナル - 江部乙中央通 - 音江 - 深川ターミナル
江部乙線：滝川ターミナル - 江部乙中央通
- 雨竜経由は1990年4月1日、音江経由は2003年4月1日、江部乙線は2011年4月1日のダイヤ改正でそれぞれ空知中央バスへ移管。
- 乗車券は両社とも共通利用可能。

浜益村内線
濃昼 - 毘砂別 - 柏木 - 浜益 - 幌 - 雄冬（この他区間便あり）
泥川 - 盤の沢 - 柏木 - 浜益 - 幌 - 雄冬（この他区間便あり）
- 2002年4月1日 - 空知中央バスに移管。
- 2007年4月1日 - 空知中央バスも撤退し、石狩市が一般利用可能なスクールバスとして代替運行。

滝浜線・総進線
滝浜線：滝川ターミナル - 橋本町 - 里見峠 - 1号線 - 上吉野団地 - 幌加入口 - 柏木 - 浜益 - 雄冬
総進線：滝川ターミナル - 橋本町 - 新十津川役場 - 総進会館前 - 1号線 - 上吉野団地
- 滝浜線は2002年4月1日に空知中央バスへ移管。2007年には空知中央バスも撤退し、以後は石狩市が自治体バスとして運行。
- 総進線は2013年4月1日に廃止。代替交通として乗合タクシーが設定される。

花月砂川線
滝川ターミナル - 西町 - 橋本町 - 新十津川役場 - 演舞場前 - 花月市街 - 袋地通 - 北光園前 - 砂川市立病院
- 2003年3月1日 - ジェイ・アール北海道バス（石狩線）より移管。
- 2013年4月1日 - 廃止。代替交通として新十津川 - 砂川間に乗合ワゴンが設定されるほか、浦臼町営バス奈井江線の区間延長が行われる。

滝川ふれ愛の里線
滝川ターミナル - 滝川農協前 - 幸町1丁目 - 泉町 - 川の科学館入口 - ふれ愛の里
- 滝川市内旧3系統（滝川ターミナル - 東町団地 - 朝日町西1丁目 - 百年記念塔入口 - 池の前入口）を起源とする路線。
- 1997年6月29日 - 運行開始
- 2018年4月1日 - 廃止。その後同月より滝川ふれ愛の里が滝川・砂川市内方面への無料送迎バスを運行したが2022年2月4日に廃止。

焼山線
砂川市立病院 - 晴見団地 - 焼山 - 歌志内中学校 - 自動車学校前 - チロルの湯 - 神威市街 - 歌志内市街 - 上歌新栄町
- 1989年4月10日 - 従来より運行していた「晴見団地線（砂川ターミナル - 晴見団地）」を延長し新設、JR北海道・歌志内線の廃止代替バスとした。なお、この時点では晴見団地線も2往復残された。
- 1994年4月25日 - 焼山線の終点を全便「上歌交番」まで延長、あわせて晴見団地線は廃止。
- 2004年12月1日 - 「上歌交番」を「上歌新栄町」に名称変更。
- 2019年4月1日 - 廃止。

芦旭線
芦別駅前 - 渓水町 - 常磐 - 新城 - 更進 - 内大部分岐点 - 神居古潭神社前 - 台場中央 - 高砂台入口 - 神居2条10丁目 - 旭川駅前
- 旭川営業所と共同管轄。
- 2018年（平成30年）6月21日 - 旭川ターミナル廃止により旭川駅前バスタッチ発着に変更、旧ターミナル前に1条7丁目停留所を新設。
- 2019年（令和元年）12月1日 - 「芦別」停留所を廃止、芦別駅前への乗り入れを開始。
- 2021年（令和3年）10月1日 - 廃止。代替交通は新城峠で分割され、芦別駅 - 新城峠は芦別ハイヤー（空知交通グループ）の予約制ジャンボタクシー、新城峠 - 旭川駅は旭川電気軌道の予約制バスが設定されるほか、深川市域については該当地域在住者のみを対象としたデマンド交通（乗合タクシー）が代替交通となる。

ふるさと公園線
（ふるさと公園先廻り）滝川駅前 → 橋本町 → 新十津川役場 → 新十津川小学校 → ふるさと公園 → グリーンパーク → 福祉会館 → 新十津川中学校 → 新十津川役場 → 橋本町 → 滝川駅前
（福祉会館先廻り）滝川駅前 → 橋本町 → 新十津川役場 → 新十津川中学校 → 福祉会館 → グリーンパーク → ふるさと公園 → 新十津川小学校 → 新十津川役場 → 橋本町 → 滝川駅前
- 当初の路線名は「上総進線」。
  - 2013年4月1日 - 「滝川ターミナル - ふるさと公園 - グリーンパーク」系統を廃止し、代替としてグリーンパークに乗り入れていなかった循環系統を乗り入れ[13]、あわせて現路線名に変更。
  - 2022年4月1日 - 廃止。代替交通は新十津川町が確保する[12][6]。

滝川北竜線
滝川駅前 - 西町 - 橋本町 - 大和市街 - 雨竜市街 - 雨竜 - 追分市街 - 和 - 北竜役場 - 北竜温泉 - 碧水市街
- 国鉄・札沼線廃止代替路線として国鉄バス時代より運行していた、ジェイ・アール北海道バス「石狩線（滝川駅 - 橋本町 - 雨竜市街 - 追分市街 - 碧水市街 - 石狩沼田駅）」が原型となっている。
- 滝川駅前 - 雨竜 - 追分市街間は空知中央バス（深滝線）と競合する（ただし、同一経路となるのは雨竜 - 追分市街間のみ[注 4]）。また和 - 北竜温泉間は空知中央バス（北竜線）も同一経路を運行する。
  - 2003年3月1日 - ジェイ・アール北海道バスの撤退により移管、滝川沼田線（滝川ターミナル - 碧水市街 - 沼田駅前）として運行を開始。
  - 2008年4月1日 - 「碧水市街 - 沼田駅前」を廃止し、沼田町営バスに移管。
  - 2020年
    - 4月1日 - 運転手不足のため、土休日の運行を4往復から1往復に減便[18]。
    - 12月1日 - 平日の運行を4往復から1.5往復に減便[19]。

  - 2022年4月1日 - 運転手不足と輸送人数の減少により廃止[12][20]。雨竜町と北竜町が空知中央バスの深滝線に接続する代替交通を確保する[12][21][22]。また、新十津川町内の区間は新十津川町が代替交通を確保する[6]。

滝川浦臼線
滝川駅前 - 西町 - 橋本町 - 新十津川役場 - 演舞場前 - 花月市街 - 於札内 - 鶴沼市街 - 浦臼駅前
- ジェイ・アール北海道バス（石狩線）運行当時は滝川駅 - 新十津川役場 - 浦臼駅前 - 石狩新宮 - 石狩月形駅を運行していた。
  - 2003年3月1日 - ジェイ・アール北海道バスの撤退により移管。浦臼駅前 - 石狩新宮間は浦臼町営バスに移管、石狩新宮 - 石狩月形駅間は廃止。
  - 2020年5月7日に、並行する北海道旅客鉄道（JR北海道）札沼線（学園都市線）の北海道医療大学駅 - 新十津川駅間が廃止されたが、当路線が廃止区間のうち浦臼駅 - 新十津川駅間の廃止代替を兼ね、路線の新設は行わないものとされた[23]。一方で北海道医療大学駅 - 浦臼駅間は、上述の浦臼駅 - 石狩新宮間を除いて並行バス路線が存在しなかったことから、路線廃止に先立つ2020年4月1日より代替バス路線が新設された（月形当別線・月形浦臼線）。
  - 2022年4月1日 - 一部停留所の廃止、乗降制限を開始[24]。
  - 2022年9月30日の運行をもって廃止[25]。浦臼町営バスが代替路線を運行する[26][27]。

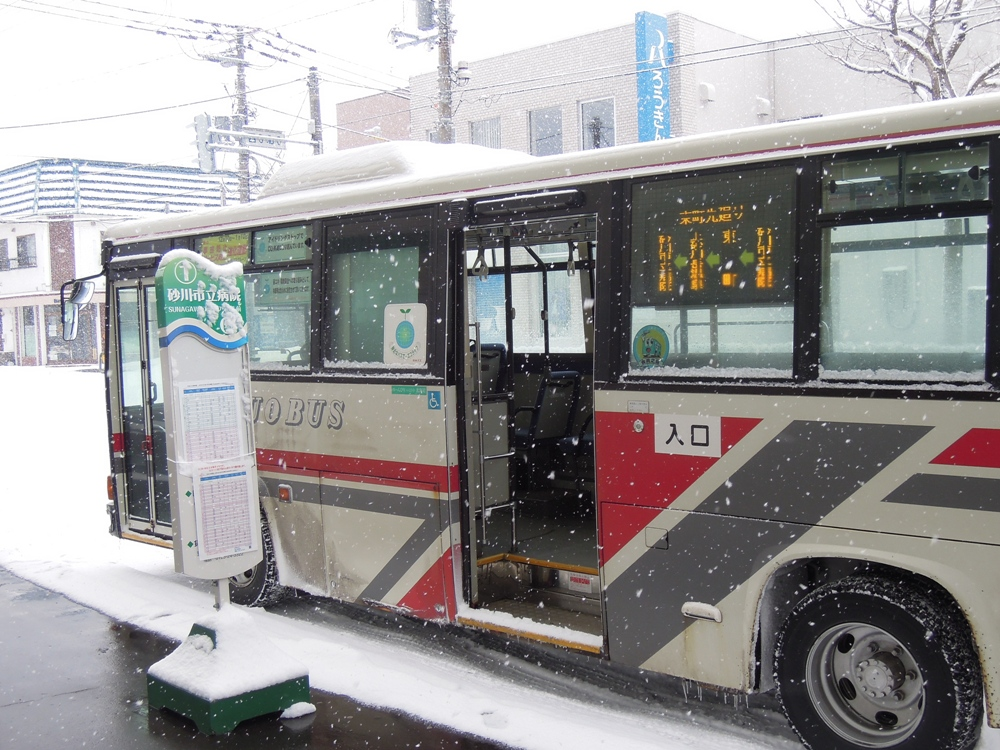
「砂川市立病院」バス停で発車を待つ上砂川線のバス（2013年12月）。当時は上砂川岳温泉ならびに東町に乗り入れていたものの、のちに乗り入れが廃止された。

上砂川線
砂川市立病院 - 砂川高校 - 高速砂川吉野入口 - 鶉本町 - 中央1丁目 - 東山
- JR北海道・函館本線（上砂川支線）廃止代替を兼ねていた。
- 中央1丁目→砂川市立病院の区間便も設定されていた（2016年4月現在では平日朝に1本のみ）。
- 2016年（平成28年）4月1日、町立診療所前-上砂川岳温泉間を廃止。
温泉区間の廃止以前は、砂川市立病院-東町の区間便が多く、上砂川岳温泉系統は往路または復路のいずれかで東町を経由する循環系統となっていた。
- 2018年（平成30年）4月1日、東山-東町間を廃止[28]。
- 2022年9月30日の運行をもって廃止[25]。代替として上砂川町が住民等向けの乗合タクシーを拡充し、一部便が上砂川町と砂川市を直行する[26][29]。

砂芦線
砂川市立病院 - 空知工場前 - 滝川駅前 - （滝芦線と同経路） - 芦別駅前
- 2005年12月1日 - 特急札芦線廃止の代替として砂芦線を新設（滝芦線の一部便を砂川ターミナル[注 3]まで延長）。
- 2021年9月30日 - 廃止[30]。

滝川市内線
滝川市内線（西町先廻）：滝川駅前 → 西町 → 泉町 → 国学院短大 → 東町5丁目 → 新町6丁目 → 滝川市立病院前 → 市役所通 → 滝川駅前
滝川市内線（東町先廻）：滝川駅前 → 滝川市立病院前 → 新町6丁目 → 東町5丁目 → 国学院短大 → 泉町 → 西町 → 滝川駅前
- 「滝川市内線」は滝川市役所や市立病院などの公共施設が集中する官庁通、郊外の商業施設を抱える東町、国学院短大や滝川西高校などの文教地区、古くからの商店街である西町や銀座通を結び、滝川駅へ戻る循環路線。滝川市内路線の中核をなしている。
- かつての滝川市内線は1系統から最大5系統までの系統番号が存在していたが、幾度か再編され末期は1系統（本町先廻）・2系統（西町先廻）のみとなっていた。
- 2005年12月1日のダイヤ改正で現在の循環経路になった際、系統番号制が廃止され「東町先廻」「西町先廻」と改められた。
- 北海道新聞の報道によると、2024年4月より東町先廻に一本化したのち、2025年4月に廃止する方針が示された[31]。
- 2025年4月1日 - 廃止。運行主体が滝川市に変更され、路線は維持される。

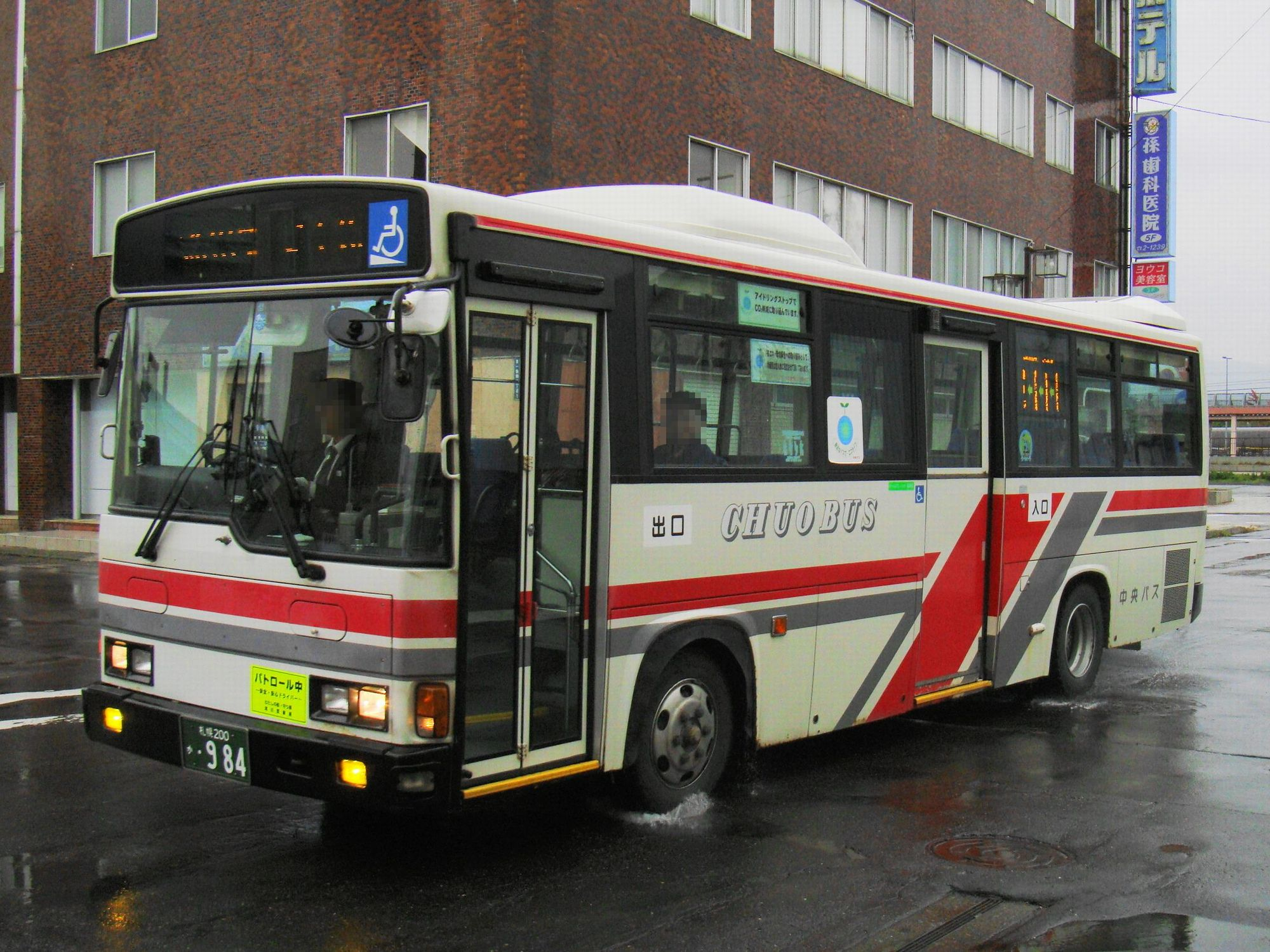
美唄を出発する滝川行

滝川美唄線

滝川駅前 - （滝川奈井江線と同経路） - 奈井江高校 - 茶志内 - 美唄駅前
- 2024年10月1日 - 廃止[32]。

## 滝川地区のその他の事業所

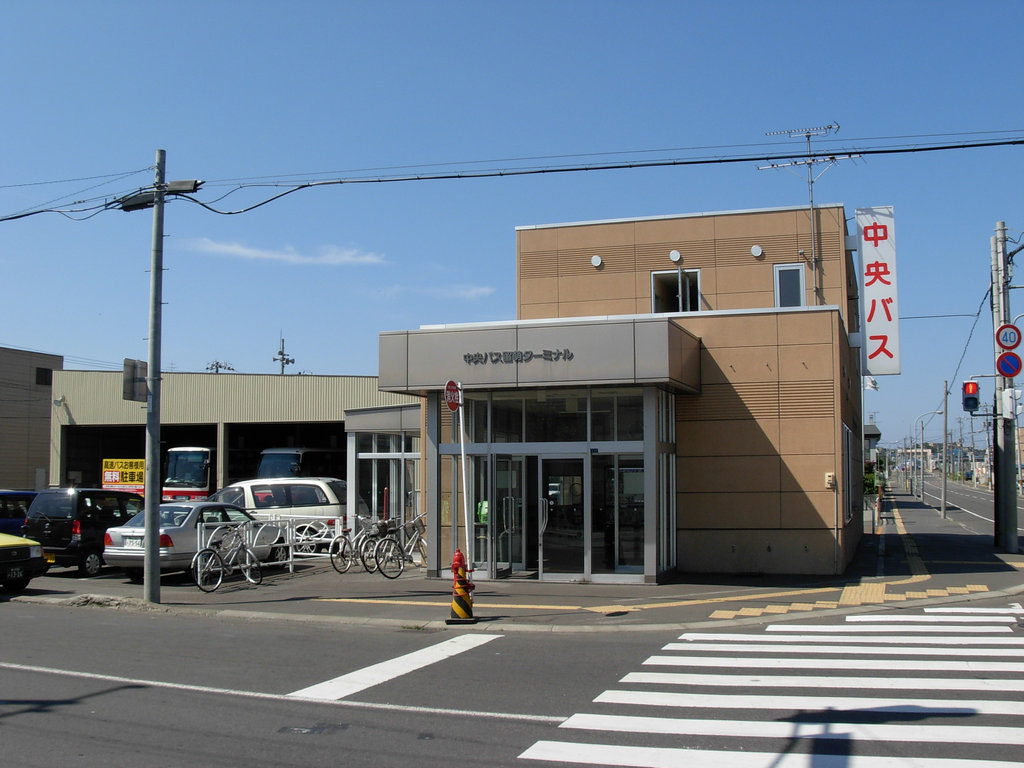
留萌ターミナル
1996年（平成8年）4月1日に北海道留萌市栄町2丁目7-37に移転。施設1階に発券窓口と待合所、2階に乗務員の宿泊施設を設ける。構内には車庫とパークアンドライド専用駐車場を併設する。発着路線は留萌駅#バス路線を参照。
- 砂川ターミナル（廃止）

2009年3月31日一杯で廃止されたが、砂川市東1条北8丁目に設けられた車庫に在勤乗務員と車両が配置され、上砂川線の一部を担当している。
- 赤平ターミナル（廃止）

廃止後は赤平駅前に停留所を設置し代替とする。
- 芦別営業所・芦別ターミナル（廃止）

廃止後は停留所名を「芦別」に改称、営業所業務は滝川営業所へ統合。
- 滝川ターミナル（廃止）

廃止後は滝川駅前に停留所を設置し代替とする。
- 芦別車庫
  - 北海道芦別市北5条東1丁目10-2

芦別中学校の隣に設けられている車庫。在勤車輌と乗務員が配置されており、滝芦線を担当している
構内にはバス数十台を収容可能な車庫が設けられており、旧型車などの保存車両が留置されている。